# Maixent Accrombessi
Maixent Accormbessi, né le 26 juin 1965  à  Cotonou , est une personnalité politique gabonaise d'origine béninoise.
Il a notamment été le directeur de cabinet d'Ali Bongo au début des années 2010, et l'un des plus proches conseilleurs de l'ancien président du Gabon. En raison de cette proximité et de ses origines, il est considéré comme l'un des hommes les plus controversés du pays.

## Biographie

### Origines et formation
Maixent Accrombessi est né à Cotonou le 26 juin 1965. D'origine béninoise, il a été naturalisé gabonais. Il est le fils de Médard Accrombessi, un vétéran de la guerre d'Algérie et un ancien élève de l'École nationale des sous-officiers d'active basée à Saint-Maixent-l'École, décédé en 2016. Il donnera à son fils pour prénom le nom de la commune où est basée l'ENSOA.
Son origine béninoise a été, tout au long de sa carrière au plus haut sommet de l'État gabonais, source de nombreuses critiques de la part de l'opposition, particulièrement encline à dénoncer la « légion étrangère » qui supposément dirigerait le Gabon. Les attaques le concernant, en raison de son origine, ont été tout particulièrement violentes au Gabon. Accrombessi a ainsi été souvent qualifié par le sobriquet de « Béninois » à l'occasion de manifestations de l'opposition au cours des années 2010.

### Collaborateur d'Ali Bongo au ministère de la Défense
Il commence sa carrière politique aux côtés d'Ali Bongo, alors ministre de la Défense de son père, Omar Bongo.

### Directeur de cabinet de la présidence de la République gabonaise
De 2009 à 2016, il occupe la fonction de directeur du cabinet d'Ali Bongo, président de la République gabonaise. Il est alors considéré, notamment par l'opposition politique, comme l'un des principaux rouages du régime gabonais, et le journaliste et essayiste français, Pierre Péan, le décrit notamment comme « l'homme le plus haï du pays »,.

### Une lente disgrâce à partir de 2016
Dans la nuit du 17 au 18 août 2016, en pleine campagne présidentielle, il est victime d'un accident vasculaire cérébral. Il est transféré en urgence dans un hôpital marocain, où il est soigné.
Il passe la majeure partie de sa convalescence au Bénin, où il a été élevé au rang de « dah » en mars 2019, au palais royal d'Abomey.
Le 29 mars 2019, il est démis de ses fonctions de Haut représentant du chef de l'État, une fonction décrite par les observateurs de la vie politique gabonaise comme relativement « honorifique », mais qui permettait à l'ancien « tout-puissant » conseiller d'Ali Bongo de garder son bureau au palais du Bord de mer. Son éviction pourrait être liée à son intimité avec Sylvia Bongo, la première Dame.

## Controverses

### Corruption
En août 2015, il est interpellé à Paris, avant d'être relâché, dans le cadre d'une enquête pour corruption. Le 20 novembre 2015, il est mis en examen par la justice française pour des faits de corruption, d'abus de biens sociaux, de blanchiment en bande organisée, de recel, ainsi que de faux et usages et des faux.